# Alpinia parksii
Alpinia parksii là một loài thực vật có hoa trong họ Gừng. Loài này được (Gillespie) A.C.Sm. mô tả khoa học đầu tiên năm 1942.